# 弗谢沃洛德一世·雅罗斯拉维奇

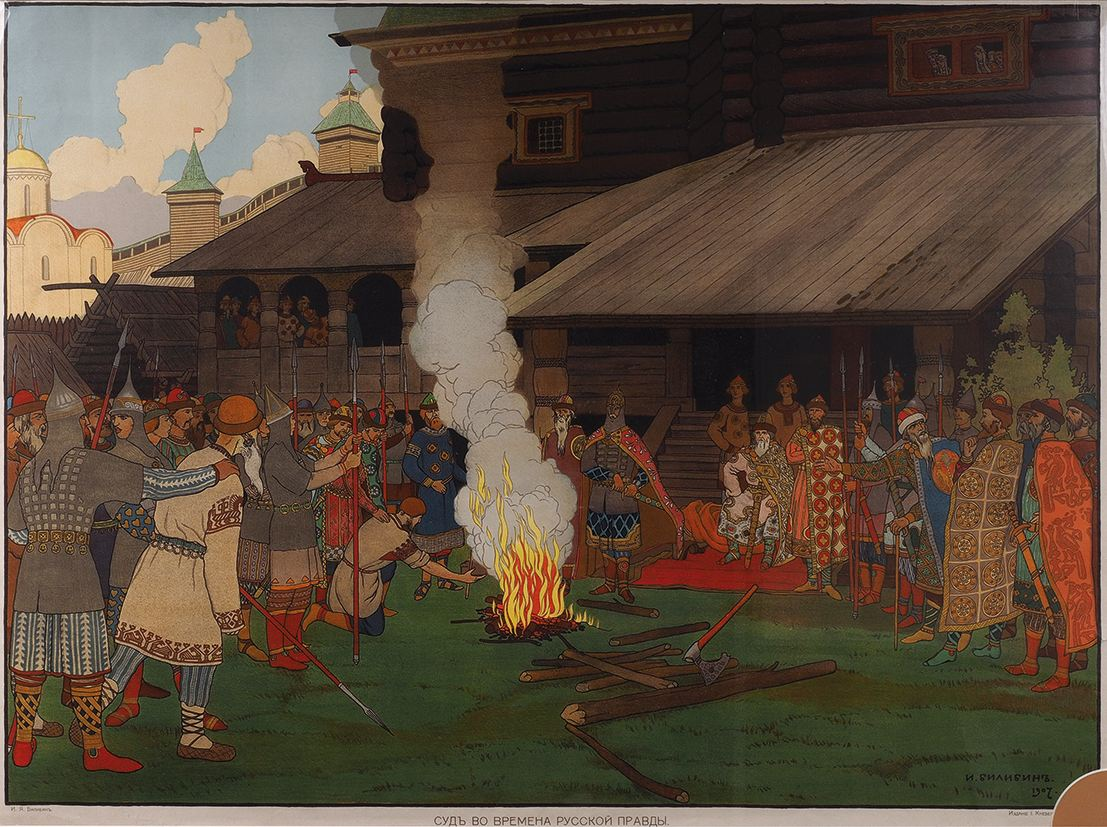
弗谢沃洛德一世时代的基辅大公宫廷

弗谢沃洛德一世·雅罗斯拉维奇 （俄語：Все́волод I Яросла́вич，1030年—1093年4月13日），古罗斯王公，佩列亚斯拉夫尔王公（1054年~1073年），切尔尼戈夫王公（1073年~1078年），基辅大公（1077年，1078年~1093年）。在位期間統一小分裂的基輔羅斯。

## 早年事迹
弗谢沃洛德·雅罗斯拉维奇为基辅大公智者雅罗斯拉夫五子，教名为安德烈。他的母亲是一位瑞典公主。雅罗斯拉夫去世后，大部由其统一的罗斯土地在其诸子间被迅速瓜分。弗谢沃洛德得到大量领地，包括南佩列斯拉夫尔、伏尔加河流域、白湖、苏兹达尔和罗斯托夫。
智者雅罗斯拉夫死后的罗斯出现了一种三头政治：他的三个儿子各自握有大量土地。除弗谢沃洛德外，三子伊贾斯拉夫一世·雅罗斯拉维奇继承了基辅大公的公位；四子斯维亚托斯拉夫·雅罗斯拉维奇获得了切尔尼戈夫。弗谢沃洛德·雅罗斯拉维奇与这两位兄长结成同盟，但坚持在内部事务中与他们地位平等。他们合力抵御波洛韦茨人，对其他游牧部落进行联合行动。弗谢沃洛德·雅罗斯拉维奇与兄长一起反对波洛茨克王公弗谢斯拉夫·布里亚奇斯拉维奇，并将其打败。在弗谢沃洛德统治时期，佩列斯拉夫尔繁荣起来。
弗谢沃洛德·雅罗斯拉维奇参与了所谓《雅罗斯拉维奇兄弟法典》的编纂工作，该文件力图在罗斯确立封建制度和加强农民对领主的依附关系。
1068年在基辅市民起义推翻了伊贾斯拉夫·雅罗斯拉维奇后，弗谢沃洛德企图从中调解，但基辅的市民会议（维契）最后驱逐了伊贾斯拉夫并让正被雅罗斯拉维奇兄弟监禁的弗谢斯拉夫·布里亚奇斯拉维奇当了大公。后来伊贾斯拉夫·雅罗斯拉维奇在波兰人支持下夺回公位，但三兄弟之间的联盟却瓦解了。1073年，弗谢沃洛德与斯维亚托斯拉夫·雅罗斯拉维奇结盟，赶走了伊贾斯拉夫。斯维亚托斯拉夫·雅罗斯拉维奇成为大公，而伊贾斯拉夫逃往中欧。弗谢沃洛德·雅罗斯拉维奇利用这次政治斗争大大扩张了自己的领地。1076年斯维亚托斯拉夫突然去世，弗谢沃洛德理所当然地成为大公公位的最有力的继承人；但他只在基辅统治了半年就把公位让给了回国的伊贾斯拉夫·雅罗斯拉维奇，自己则去了已经去世的斯维亚托斯拉夫的领地切尔尼戈夫当公爵。在那里他和鲍里斯·维亚切斯拉维奇王公发生了一场封建混战。

## 他的统治
1078年10月3日，伊贾斯拉夫一世在与鲍里斯·维亚切斯拉维奇及其盟友奥列格·斯维亚托斯拉维奇的战斗中阵亡。这场战争实际是由弗谢沃洛德引起的，因为他希望借助伊贾斯拉夫的力量夺回切尔尼戈夫。现在伊贾斯拉夫死了，弗谢沃洛德于是再度登上基辅大公的宝座。弗谢沃洛德希望能像他的父亲雅罗斯拉夫大公一样把大部分罗斯统一起来；但此时封建分裂已根深蒂固，各公国力量增强，所以他这个愿望从未实现。
1079年，奥列格·斯维亚托斯拉维奇和他的兄弟罗曼·斯维亚托斯拉维奇再次向基辅发动进攻，但是弗谢沃洛德·雅罗斯拉维奇收买了波洛韦茨人，利用他们杀死了罗曼·斯维亚托斯拉维奇，把奥列格俘虏并送到了拜占庭帝国。皇帝将奥列格监禁在罗得岛达4年之久。
弗谢沃洛德一世·雅罗斯拉维奇的统治弗谢沃洛德一世·雅罗斯拉维奇充满了王公之间的内讧战争；他的几个侄子不止一次向他发出挑战。但到弗谢沃洛德去世时，罗斯的局势已基本平静。
弗谢沃洛德·雅罗斯拉维奇与神圣罗马帝国的紧张关系构成他在位时期外交事务的主要事件。他把女儿葉普拉西婭嫁给了神圣罗马帝国皇帝亨利四世；但后来他却支持教皇烏爾巴諾二世反对亨利。引起他的这种态度变化的原因可能是由于亨利夫妇间的丑闻：叶芙普拉克西娅从德国逃到意大利，并且向教皇控告她的丈夫虐待她。
弗谢沃洛德一世·雅罗斯拉维奇是当时很有学问的人；据信他能够讲5种语言。

## 家庭
- 妻子：

1. 拜占庭公主（某些文献认为其名字为玛丽），皇帝君士坦丁九世之女，约1046年结婚
2. 安娜，波洛韦茨人的公主

- 子女：

1. 弗拉基米尔·莫诺马赫
2. 罗斯季斯拉夫·弗谢沃洛多维奇
3. 叶芙普拉克西娅·弗谢沃洛多芙娜，神圣罗马帝国皇帝亨利四世的皇后

## 资料来源
- 苏联历史大百科全书·人物卷，1961~1973